# پاتریک ویلسون (بازیگر)
پاتریک ویلسون (انگلیسی: Patrick Wilson؛ زاده ۳ ژوئیهٔ ۱۹۷۳) خواننده و هنرپیشه اهل ایالات متحده آمریکا است. وی از سال ۱۹۹۵ میلادی تاکنون مشغول فعالیت بوده‌است‌ و برای اولین بار فیلم توطيه آمیز ۵ را کارگردانی کرده است.

## کارنامهٔ حرفه‌ای

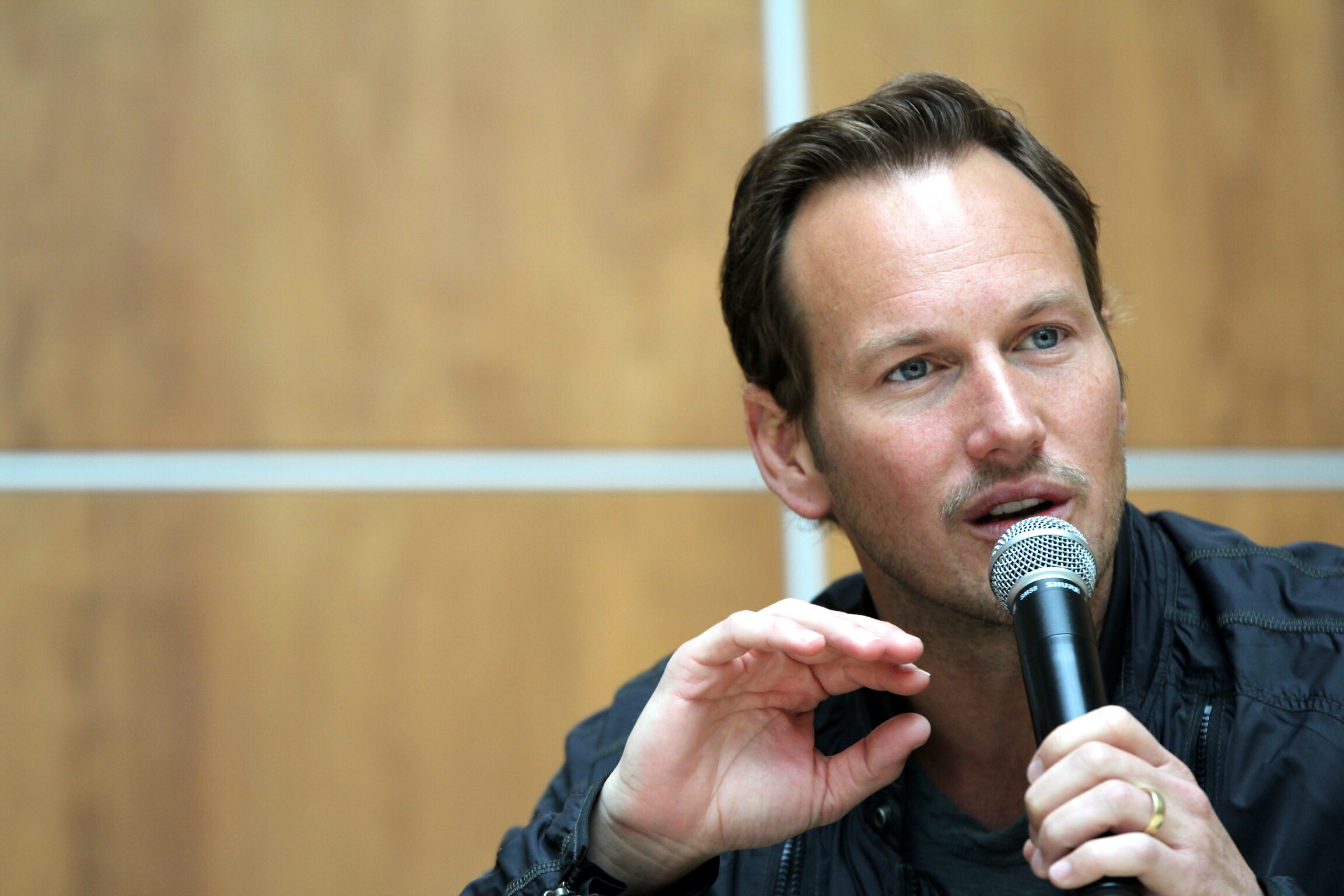
پاتریک ویلسون و دوستان - کیمبرلی چکینی

ویلسون با بازی در مجموعه فیلم‌های احضار و توطئه آمیز، به شهرت بسیاری دست یافت.
او همچنین برای بازی در سریال‌های فارگو و فرشتگان در آمریکا، نامزد دریافت جوایز گلدن گلوب و امی شد.
وی یکی از باتجربه‌ترین و پرنفوذترین چهره‌های تئاتر برادوی نیز هست و تاکنون موفق شده دو بار نامزد جایزهٔ تونی شود.
در سال ۲۰۲۰، لقب پادشاه جیغ (Scream King) از سوی طرفداران فیلم‌های ترسناک به او اهدا گردید. این لقب، تنها به کسانی داده می‌شود که سابقهٔ طولانی مدتی در عرصهٔ تولید فیلم‌های دلهره آور داشته باشند و توانسته باشند با کیفیت خوب آثارشان، رضایت طرفداران این ژانر را کسب کرده باشند.
او همچنین یک خوانندهٔ حرفه ای است و تاکنون دو بار در کاخ سفید اجرا داشته‌است.

## فیلم‌شناسی
- آلامو-۲۰۰۴
- شبح اپرا-۲۰۰۴
- شکلات سفت-۲۰۰۵
- بچه‌های کوچک-۲۰۰۶
- دویدن با قیچی-۲۰۰۶
- بنفش بنفشه‌ها-۲۰۰۷
- غروب-۲۰۰۷
- لیک‌ویو تراس-۲۰۰۸
- مسافران-۲۰۰۸
- نگهبانان-۲۰۰۹
- بری ماندی-۲۰۱۰
- تیم آ-۲۰۱۰
- تعویض-۲۰۱۰
- توطئه‌آمیز-۲۰۱۰
- شکوه صبح-۲۰۱۰
- لبه-۲۰۱۱
- بزرگسال جوان-۲۰۱۱
- پرومتئوس-۲۰۱۲
- احضار-۲۰۱۳
- توطئه‌آمیز: قسمت ۲-۲۰۱۳
- جک استرانگ-۲۰۱۴
- استرچ-۲۰۱۴
- ایستگاه فضایی ۷۶-۲۰۱۴
- بیا همسر وارد را بکشیم-۲۰۱۵
- زیپ-۲۰۱۵
- تاماهاوک استخوانی-۲۰۱۵
- خانه شیرین جهنمی-۲۰۱۵
- بتمن در برابر سوپرمن: طلوع عدالت-۲۰۱۶ (فقط صدا)
- یک نوع از قتل-۲۰۱۶
- نقطه توخالی-۲۰۱۶
- احضار ۲-۲۰۱۶
- بنیان‌گذار-۲۰۱۶
- مسافر همیشگی-۲۰۱۸
- آکوامن-۲۰۱۸
- آنابل به خانه می‌آید-۲۰۱۹
- دستیار-۲۰۱۹
- در چمن‌زار بلند-۲۰۱۹
- میدوی-۲۰۱۹
- احضار: شیطان مرا وادار کرد-۲۰۲۱
- سقوط ماه-۲۰۲۱
- توطئه‌آمیز: در قرمز-۲۰۲۳
- آکوامن و پادشاهی گم‌شده-۲۰۲۳

## تلویزیون
- فرشتگان در آمریکا-۲۰۰۳
- بابای آمریکایی!-۲۰۰۹
- دختران-۲۰۱۳
- فارگو-۲۰۱۵